# Kouvola
Kouvola város Finnország délkeleti részén. A Kymijoki folyó mellett helyezkedik el, a Kymenlaakso régióban, 134 kilométerre a fővárostól, Helsinkitől.
A város lakossága 84 548 fő (2017. augusztus 31.) , valamint területe 2 883 30 négyzetkilométer. A népsűrűség 33,05 fő/km².
Kouvola Hamina, Heinola, Iitti, Kotka, Lapinjärvi, Loviisa, Luumäki, Miehikkälä, Mäntyharju, Pyhtää és Savitaipale községekkel határos.

## Etimológiája
A város elnevezése a régi finn kouvo, vagyis medve szóból származik.

## Története
1875-ben épült az állomás a Riihimäki–Szentpétervár-vasútvonalon. 1955 és 1997 között a Kymen tartomány székhelye volt. Kouvola 1960-ban kapott városi jogokat.

## Kultúra
Kouvola a Verla gyár közelében található, amely az UNESCO világörökség része.
A Kouvolan Sanomat és a Keskilaakso című újságok Kouvolában jelennek meg.

## Híres emberek
- Juhani Aaltonen (* 1935), jazz-zenész
- Arto Bryggare (* 1958), gátfutó
- Tommi Nikunen (* 1973), síugróedző
- Toni Gardemeister (* 1975), raliversenyző
- Ville Nousiainen (* 1983), sífutó
- Sami Kaartinen (* 1979), jéghokijátékos
- Hannu Salama (* 1936), író
- Niki Sirén (* 1976), jéghokijátékos
- Sami Hyypiä (* 1973), focista
- Roope Tonteri (* 1992), snowboardos

## Népesség
A település népességének változása:
| Lakosok száma | 31 614 | 31 425 | 31 339 | 30 783 | 88 436 | 88 072 | 87 296 | 85 855 | 84 196 | 78 824 |
|               | 1999   | 2001   | 2003   | 2006   | 2008   | 2010   | 2012   | 2015   | 2017   | 2024   |

## Nemzetközi kapcsolatok

### Testvérvárosai
| Város               | Tartomány                 | Ország |
| ------------------- | ------------------------- | ------ |
| Balatonfüred        | Veszprém vármegye         |        |
| Vologda             | Vologdai terület          |        |
| Mülheim an der Ruhr | Észak-Rajna-Vesztfália    |        |
| Güstrow             | Mecklenburg-Elő-Pomeránia |        |

## Fordítás
Ez a szócikk részben vagy egészben  a   Kouvola című angol Wikipédia-szócikk ezen változatának fordításán alapul.  Az eredeti cikk szerkesztőit annak laptörténete sorolja fel. Ez a jelzés csupán a megfogalmazás eredetét és a szerzői jogokat jelzi, nem szolgál a cikkben szereplő információk forrásmegjelöléseként.